# Kayla Banwarth
Kayla Banwarth (Dubuque, 21 de janeiro de 1989) é uma ex-jogadora de voleibol dos Estados Unidos que atuava como líbero.
Com a seleção dos Estados Unidos, conquistou a inédita medalha de ouro no Campeonato Mundial de 2014, ao derrotar a China na final por 3 sets a 1. Em 2016, obteve a medalha de bronze nos Jogos Olímpicos do Rio após vitória sobre os Países Baixos por 3–1. Após a conquista olímpica, retirou-se profissionalmente do voleibol para integrar o corpo técnico da equipe feminina da Universidade de Nebraska, por onde também jogou na época de colegial.